# Maksimilijan Vrhovac
Maksimilijan Vrhovac (Karlovac, 23 de novembre de 1752 – Zagreb, 16 de desembre de 1827) va ser el bisbe de Zagreb. També va ser un dels arquitectes ideològics del renaixement nacional croat. Vrhovac és bé recordat per la seva incansable tasca per recollir el tresor espiritual de la nació i difondre l'accés als llibres entre el poble croat. En concret, el 1808 se'n va anar al Parlament de Croàcia demanant que la seva biblioteca es pogués obrir al públic.
Vrhovac estudià en Viena i Bolonya abans de convertir-se en vicerector, i més tard rector, al seminari de Zagreb, així com un professor de dogma a l'Acadèmia de Zagreb. L'Emperador Josep II el va ascendir a rector del seminari a Pest abans del seu retorn a Croàcia com a bisbe.